# Ekdom in de Ochtend
Ekdom in de Ochtend was een Nederlands radioprogramma van BNNVARA op NPO Radio 2 en was van maandag 5 oktober 2015 tot en met vrijdag 29 juni 2018 te horen met als presentator Gerard Ekdom. Het programma was de opvolger van De Heer Ontwaakt! van Sander de Heer en is gestopt vanwege het vertrek van Ekdom naar Radio 10, waar hij een programma is gaan presenteren onder de naam Ekdom in de Morgen.

## Vaste programmaonderdelen
- De verzoekhoekkoekoek, een virtuele vogel die fladdert naar een muziekcategorie waarna de luisteraar een plaat uit deze categorie kan uitzoeken.
- De kluis, een plaat die je weinig hoort op de Nederlandse radio.
- Dokter Pop, een onderdeel dat Ekdom mee heeft genomen van NPO 3FM. De luisteraar kan fragmenten naar Ekdom sturen en dan probeert Ekdom de juiste plaat erbij te zoeken.
- 5-sterrentrack, Ekdom benoemt een plaat voor minimaal een week tot 5-sterrentrack.
- Ekdoms BBQ-plaat, Een hit die perfect geschikt is tijdens het barbecueën.
- Vrijdag ei-dag, Hoort de luisteraar een plaat waar de naam ei in voorkomt, kan diegene bellen, sms'en of een appje sturen naar NPO Radio 2 en zo een setje ekdops winnen. Dit zijn eierdopjes met de beeltenis van Ekdom.
- De mop van Carmen, NOS nieuwslezeres op NPO Radio 2 Carmen Verheul vertelt wanneer zij dienst heeft, haar dagelijkse mop.
- Sportdinges met Erik Dijkstra, waarbij Erik Dijkstra de meest opvallende sportgebeurtenissen van het weekeinde op maandag doorneemt.

## Niet-regelmatige programmaonderdelen
- Alle 13..., een commercial voor een fictief verzamelalbum met woordspelingen op de namen van liedjes of artiesten.
- Live-muziek, Ekdom ontving regelmatig bands in de studio voor een optreden en een NPO Radio 2 Top 2000-cover.
- De Bond tegen Vertrutting. Met deze bond streed Gerard tegen de onnodige vertrutting, o.a. het stoepkrijtverbod.